# Marcel Chirnoagă
Marcel Chirnoagă (n. 17 august 1930, Bușteni, România – d. 23 aprilie 2008) a fost un artist plastic român complet, absolvent al Facultății de matematică și fizică din București, 1952, urmând simultan și studii liberale de artă, membru al Uniunii Artiștilor Plastici din România din 1953.
Artistul Marcel Chirnoagă a realizat, de-a lungul vieții sale, peste 3.000 de lucrări, excelând în desene, gravuri, picturi și sculpturi, fiind în același timp și autorul celei mai importante opere românești de la sfârșitul secolului al 20-lea, ciclul de gravuri „Apocalipsa”.
A avut numeroase expoziții personale și colective în România și în străinătate.

## Expoziții personale
- 1955, 1958, 1960, 1962, 1964, 1965, 1970, 1975, 1978, 1980, 1983, 1985, 1988, 1990, 1993, 1997, 2000 - București;
- 1960, 1962, 1980, 1984 - Cluj;
- 1982, 1984, 1989 - Constanța;
- 1982, 1984, 1989 - Tulcea;
- 1986 - Sighetul Marmației;
- 1988, 1989 - Caransebeș;
- 1998 - Iași, Mogoșoaia;
- 2000 - Onești;
- 2001 - Slatina;
- 2002 - com. Bogdănești-jud. Bacău;
- 2003 - Cluj.

## Expoziții personale în străinătate
- 1969 - Stuttgart (R.F.G.);
- 1972, 1976, 1978, 1980 - Florența (Italia);
- 1973-1974 - Sarajevo, Mostar (Iugoslavia);
- 1973, 1975 - New York;
- 1973 - Gainsville (S.U.A.);
- 1973, 1977, 1980, 1997 - Bruxelles;
- 1975, 1993 - Paris;
- 1975, 1978, 1979 - Padova (Italia);
- 1975, 1978, 1984 - Sint Lievens, Houfalise (Belgia);
- 1977 - Stockholm (Suedia);
- 1977 - Jivaskila (Finlanda);
- 1982, 1986 - Mira (Italia);
- 1983 - Belinul de Vest;
- 1985 - Tokio;
- 1988 - Piove di Saceo (Italia);
- 1988 - Roma;
- 1994 - Beijing, Ulan Bator;
- 1997, 1998 - Bruxelles;
- 2002 - Monselice;
- 2002 - Stockholm;
- 2003 - Bruxelles.

## Participări la expoziții colective peste hotare
- 1958 - Moscova;
- 1959 - Stockholm, Belgrad, Riga, Leipzig, Budapesta;
- 1960 - Veneția, Praga, Berlin, Bratislava, Helsinki, Bagdad, Moscova, Cairo, Budapesta, Buenos Aires;
- 1963 - Geneva, Damasc, Alexandria, Moscova, Dresda;
- 1964 - Tokio, Roma, Milano, Pekin;
- 1965 - Berlin, Ljubljana;
- 1966 - Sofia, Viena, Linz, Londra, Berlin;
- 1967 - Tokio, Berlin;
- 1968 - Montevideo, New York, Cracovia, Köln, Tel Aviv, Paris, Helsinki;
- 1969 - Torino, Santiago de Chile, Ljubljana, Tunis, Alexandria, Padova, Beirut, Lüdenscheid, Moscova;
- 1970 - Düsseldorf, Milano, Cracovia, New York, Lodz, Portland, Macerata, Cesena, Stuttgart;
- 1971 - Leipzig;
- 1998 - Veneția, Finlanda;
- 1999 - Veneția, Ravena.

## Premii
- 1967 - Premiul tineretului al U.A.P.;
- 1967 - Premiul Käthe Kollwitz, Berlin;
- 1968 - Premiul II la bienala de la Cracovia;
- 1970 - Premiul pentru grafică al U.A.P.;
- 1975 - Premiul Academiei Române;
- 1999 - Medalia de aur "Dante" - Ravena;
- 2004 - Diploma UAP Chișinău - Republica Moldova.

Lucrări în colecții particulare din: România, Italia, Franța, Germania (Lothar Boltz - Berlin), U.R.S.S., S.U.A., Japonia, Iugoslavia, Belgia, Finlanda, Elveția.

### Decorații
- Ordinul „Meritul Cultural” clasa a III-a (1968) „pentru activitate deosebită în domeniul artelor plastice”[5]
- Ordinul „Meritul Cultural” clasa a III-a (20 aprilie 1971) „pentru merite deosebite în opera de construire a socialismului, cu prilejul aniversării a 50 de ani de la constituirea Partidului Comunist Român”.[6]
- Ordinul național „Steaua României” în grad de Cavaler (1 decembrie 2000) „pentru realizări artistice remarcabile și pentru promovarea culturii, de Ziua Națională a României”[7]

## Lucrări în muzee din țară
- Biblioteca Națională, București;
- Muzeul de artă din Bârlad;
- Muzeul Național de Artă al României, București;
- Muzeul de artă din Caransebeș;
- Muzeul de artă din Cluj;
- Muzeul de artă din Constanța;
- Muzeul de artă din Galați;
- Muzeul de artă din Iași;
- Biblioteca din Onești, județul Bacău;
- Muzeul de artă din Sighet;
- Muzeul de artă din Tulcea;
- Muzeul de artă din Vaslui.
- Muzeul Județean Buzău

## Lucrări în muzee și instituții din străinătate
- Biblioteca Națională, Paris, Franța
- Cabinetul de stampe, Berlin, Germania
- Muzeul Albertina, Viena
- Muzeul Primăriei, Bruxelles, Belgia
- Muzeul Pușkin, Moscova, Rusia
- Muzeul Ufizzi, Florența, Italia
- Public Library, New York City, statul New York, Statele Unite ale Americii